# Ilha de São Tomé
A ilha de São Tomé é a maior ilha do arquipélago de São Tomé e Príncipe, que é constituído por duas ilhas principais e outros ilhéus menores, pertencentes à linha vulcânica dos Camarões.
A ilha tinha em 2018 uma população estimada em 193380 habitantes, um crescimento face ao valor de 145175 habitantes estimado para 2006 e uma área de 859 km². A capital do país e maior cidade do arquipélago é São Tomé, situada na costa nordeste da ilha, junto da baía de Ana Chaves.

## Distritos
Esta ilha está dividida em 6 distritos:
- Água Grande
- Cantagalo
- Caué
- Lembá
- Lobata
- Mé Zóchi [2]

## Vilas e localidades
- Água-Coco
- Água-Izé
- Almas
- Bela Vista
- Blublu
- Bombom
- Bom Successo
- Dona Augusta
- Dona Eugénia
- Formiga
- Graça
- Guadalupe
- Henrique
- Madre-Deus
- Montalegre
- Monte Rosa
- Neves
- Nova Olinda
- Pantufo
- Praia Melão
- Ponta Figo
- Porto Alegre
- Ribeira Afonso
- Riboqui Capital
- San Marçal
- Santa Catarina
- Santa Clotilda
- Santa Cruz
- Santana
- São João
- São João dos Angolares
- São José
- Trindade

## Imagens

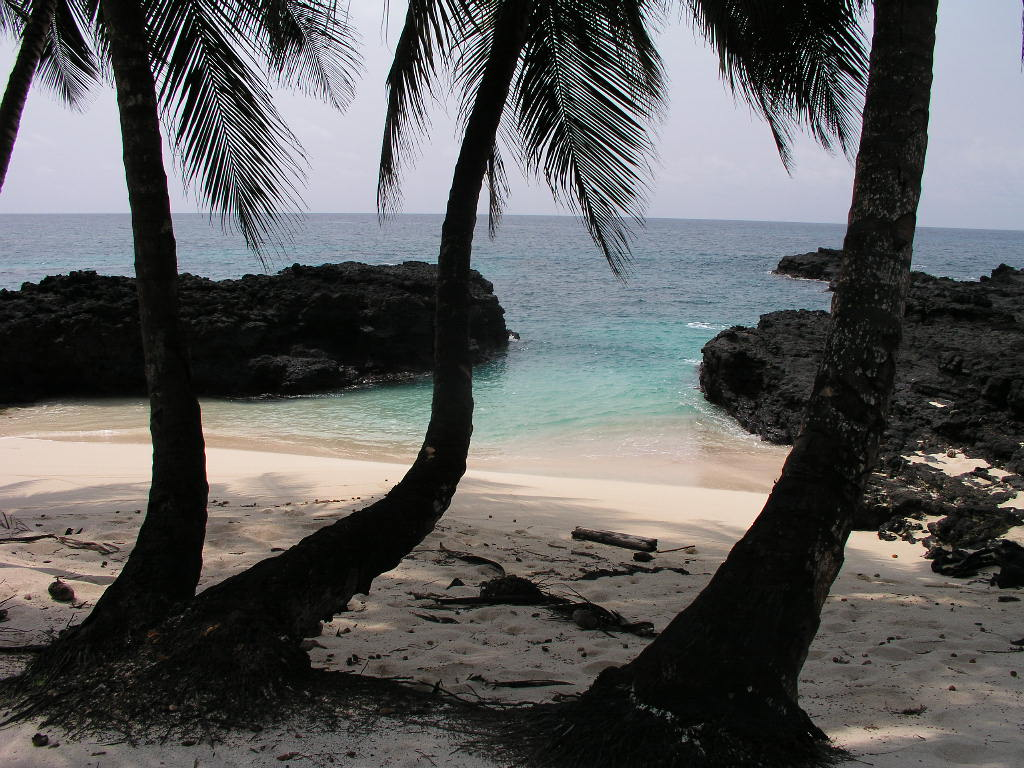
Ilha de São Tomé Island
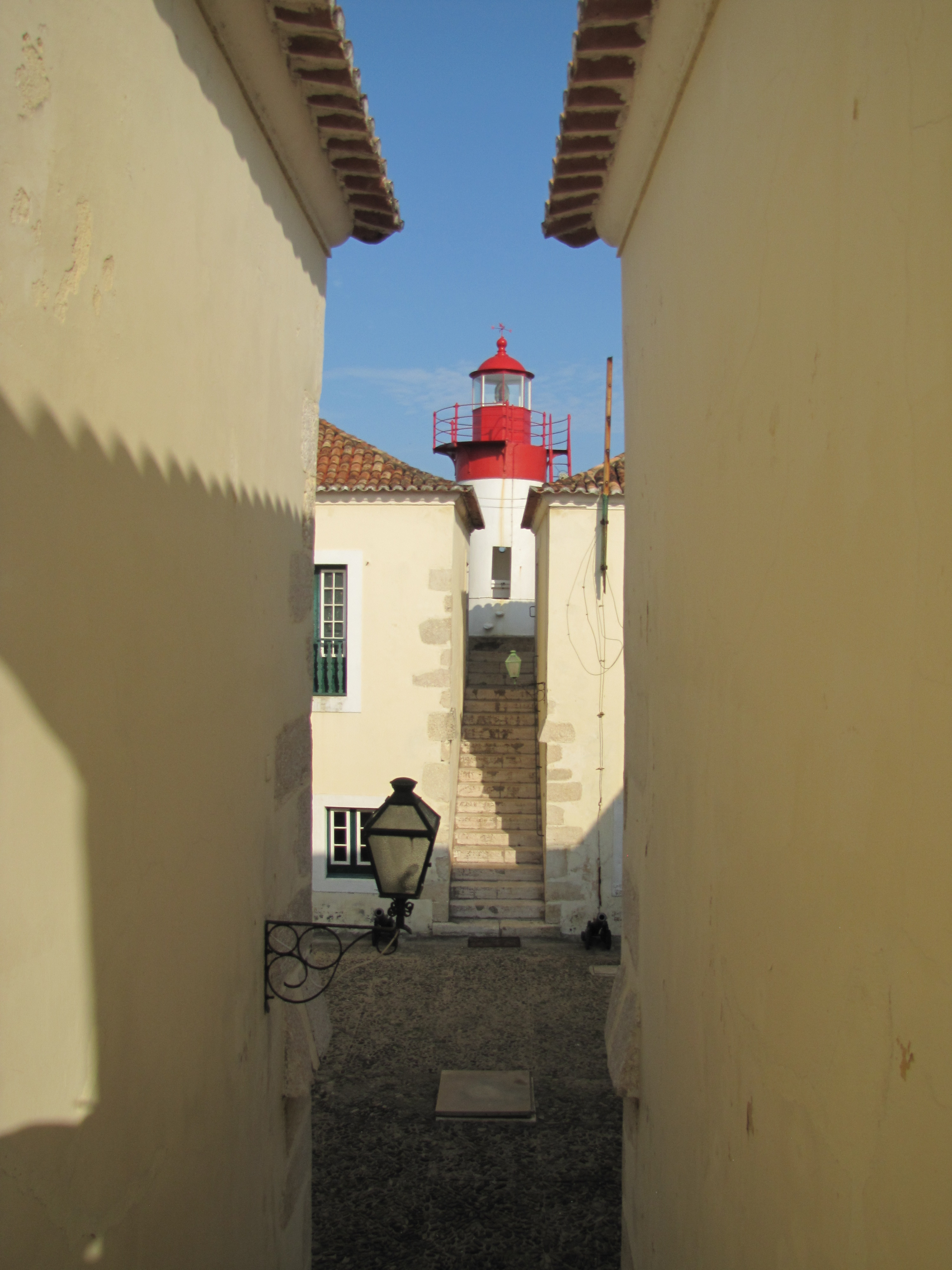
Farol de São Sebastião
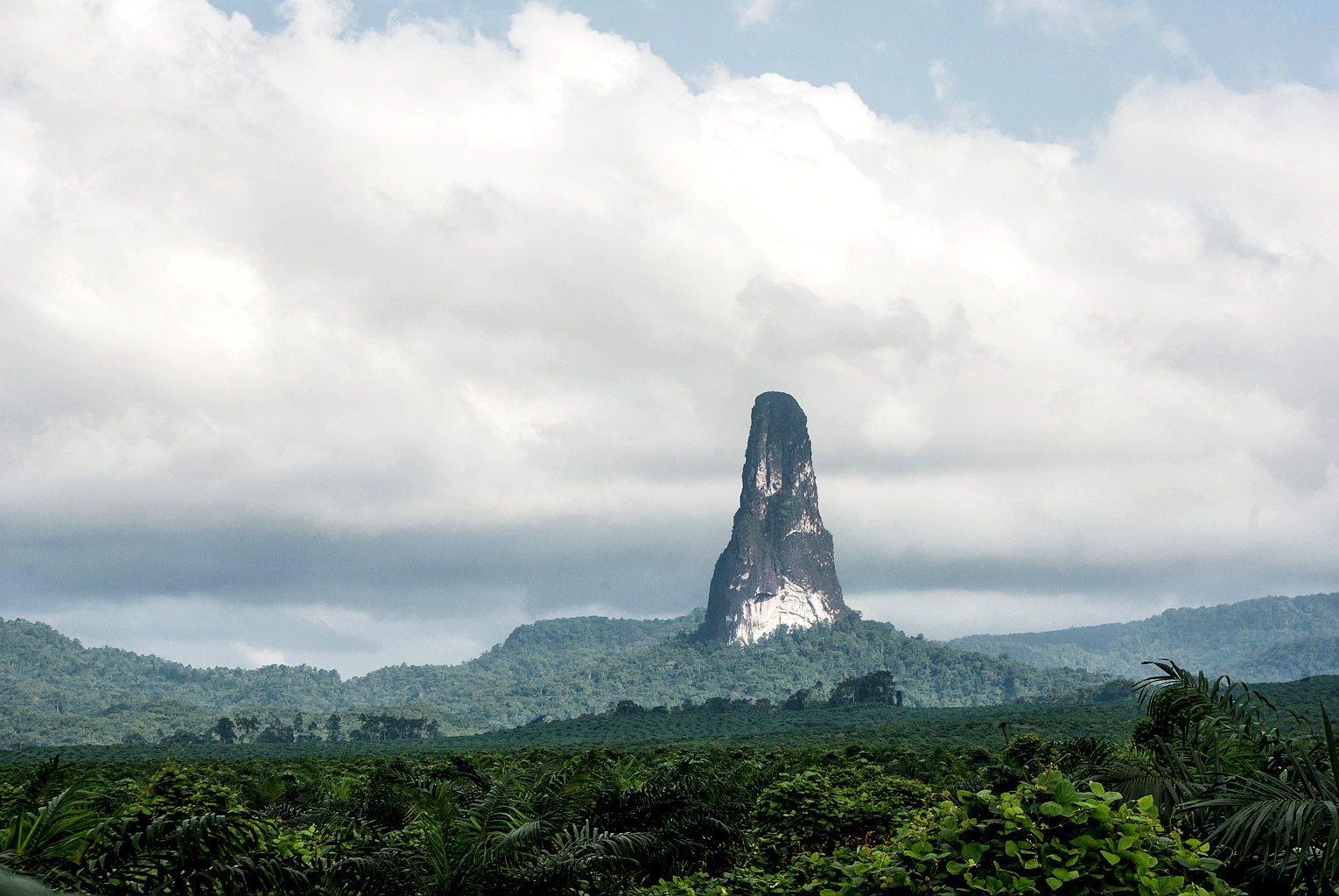
Pico Cão Grande, São Tomé
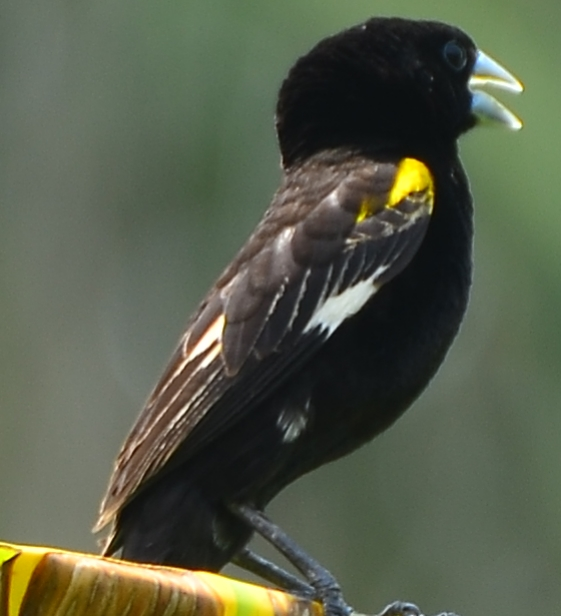
Fauna em Lobata, São Tomé
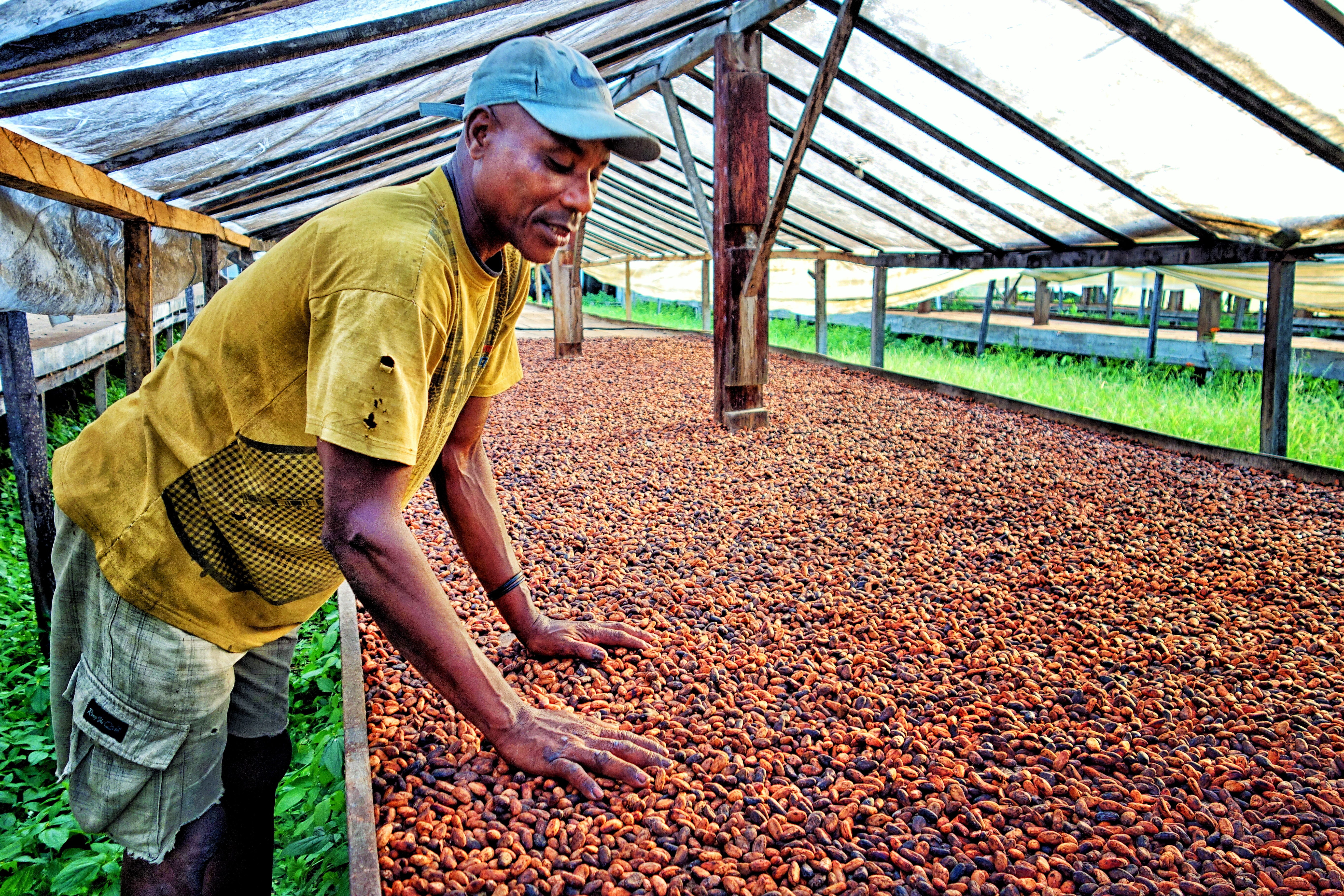
Coffee production in São Tomé
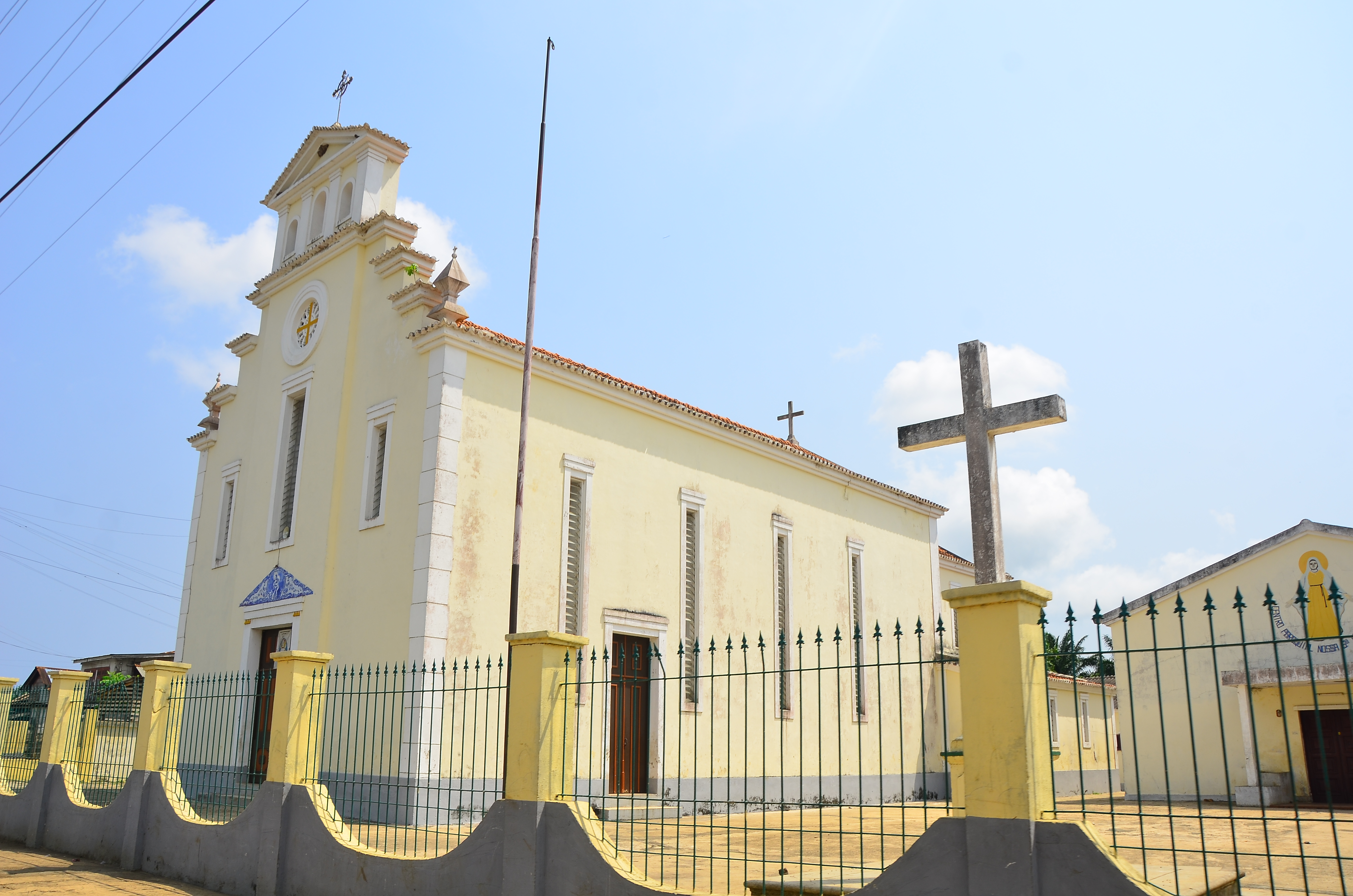
Igreja de Nossa Senhora de Guadalupe, em Guadalupe, São Tomé.
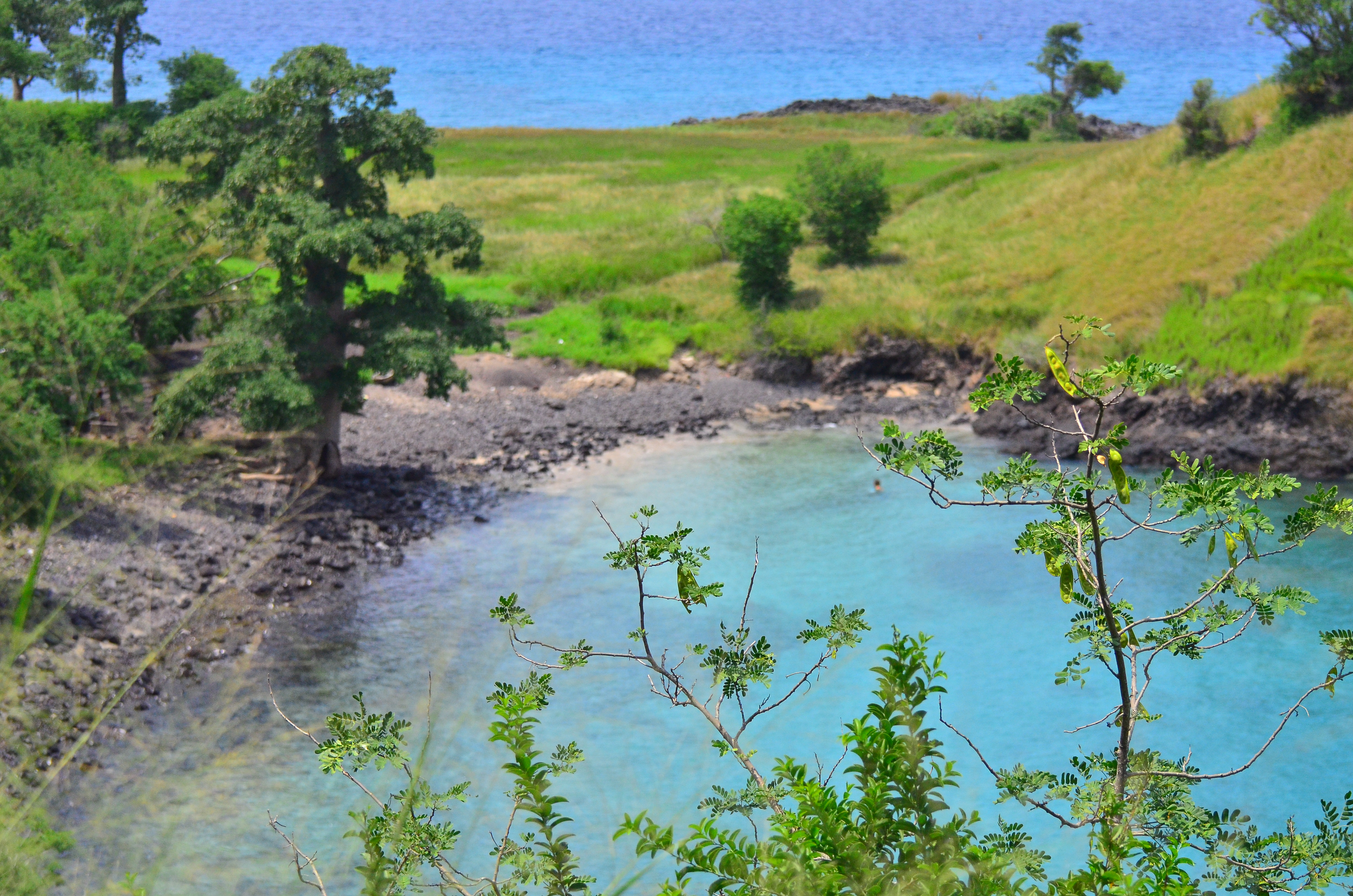
Lagoa Azul
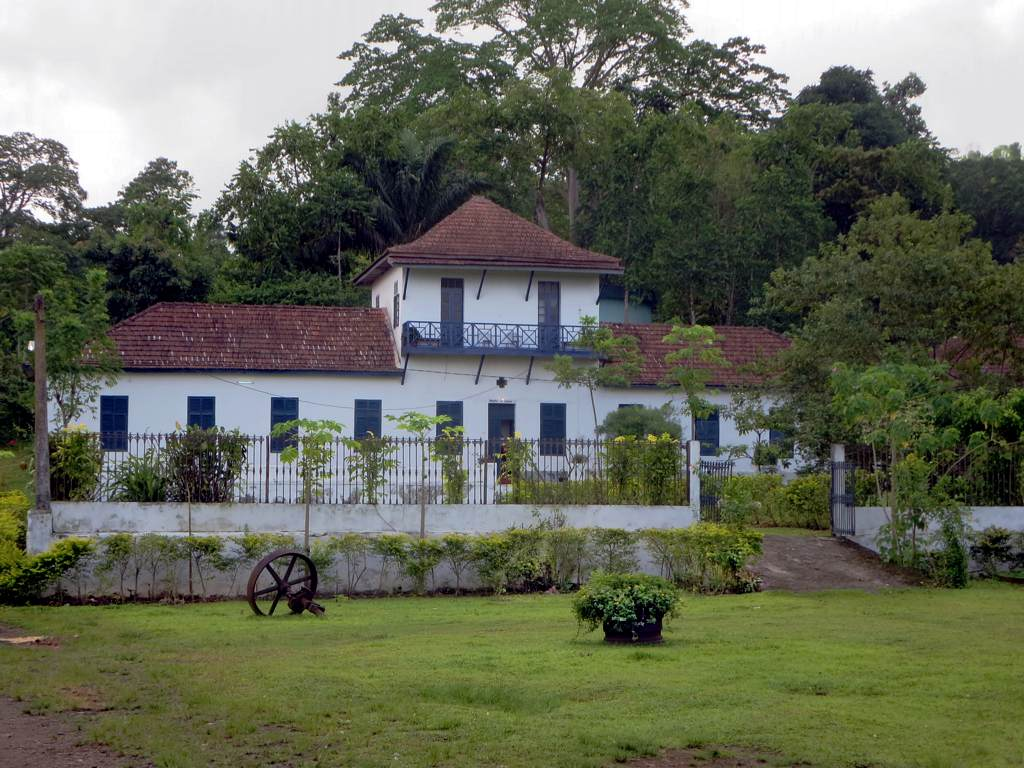
Roça em São Tomé
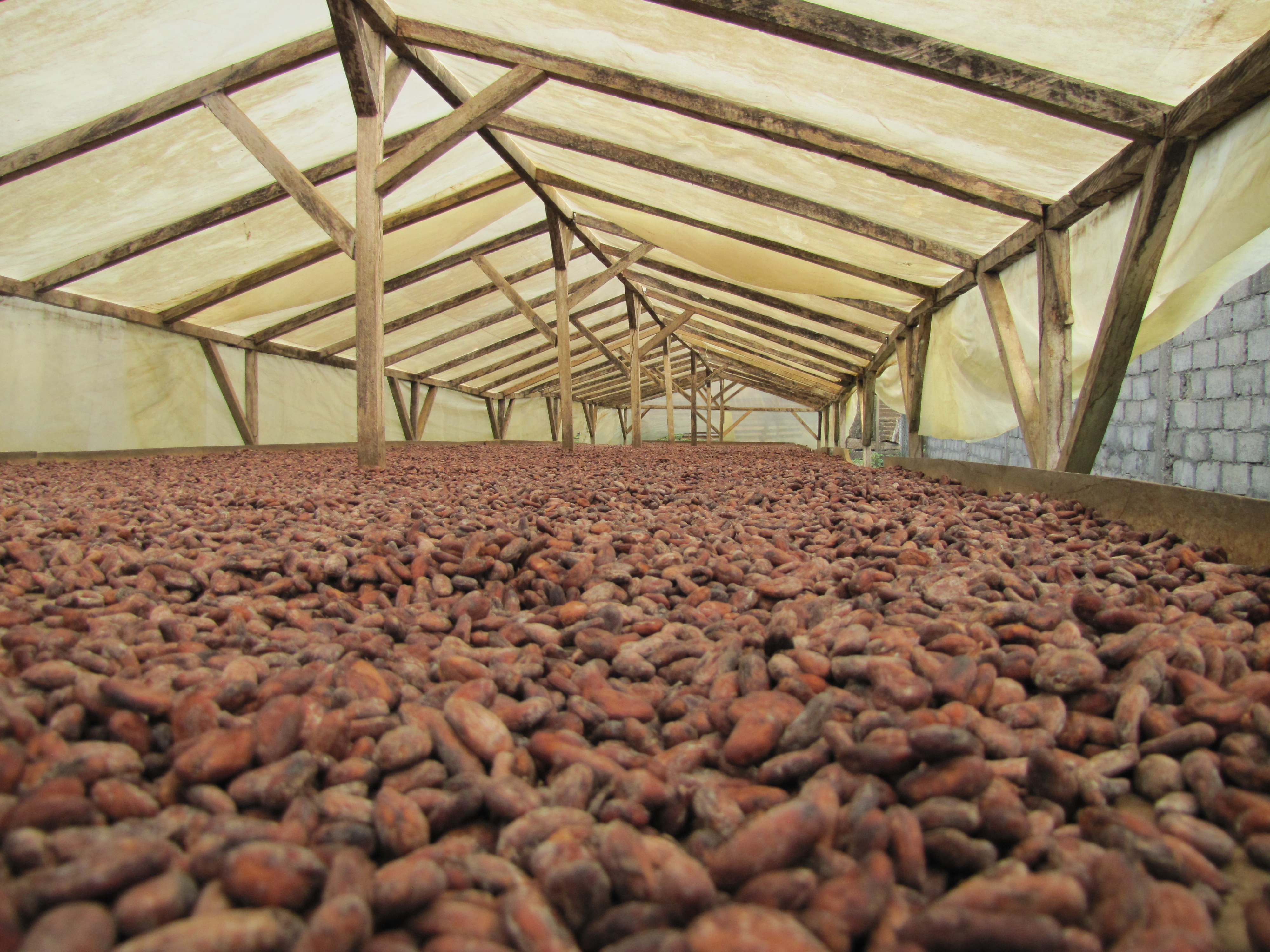
Cacau a secar, São Tomé
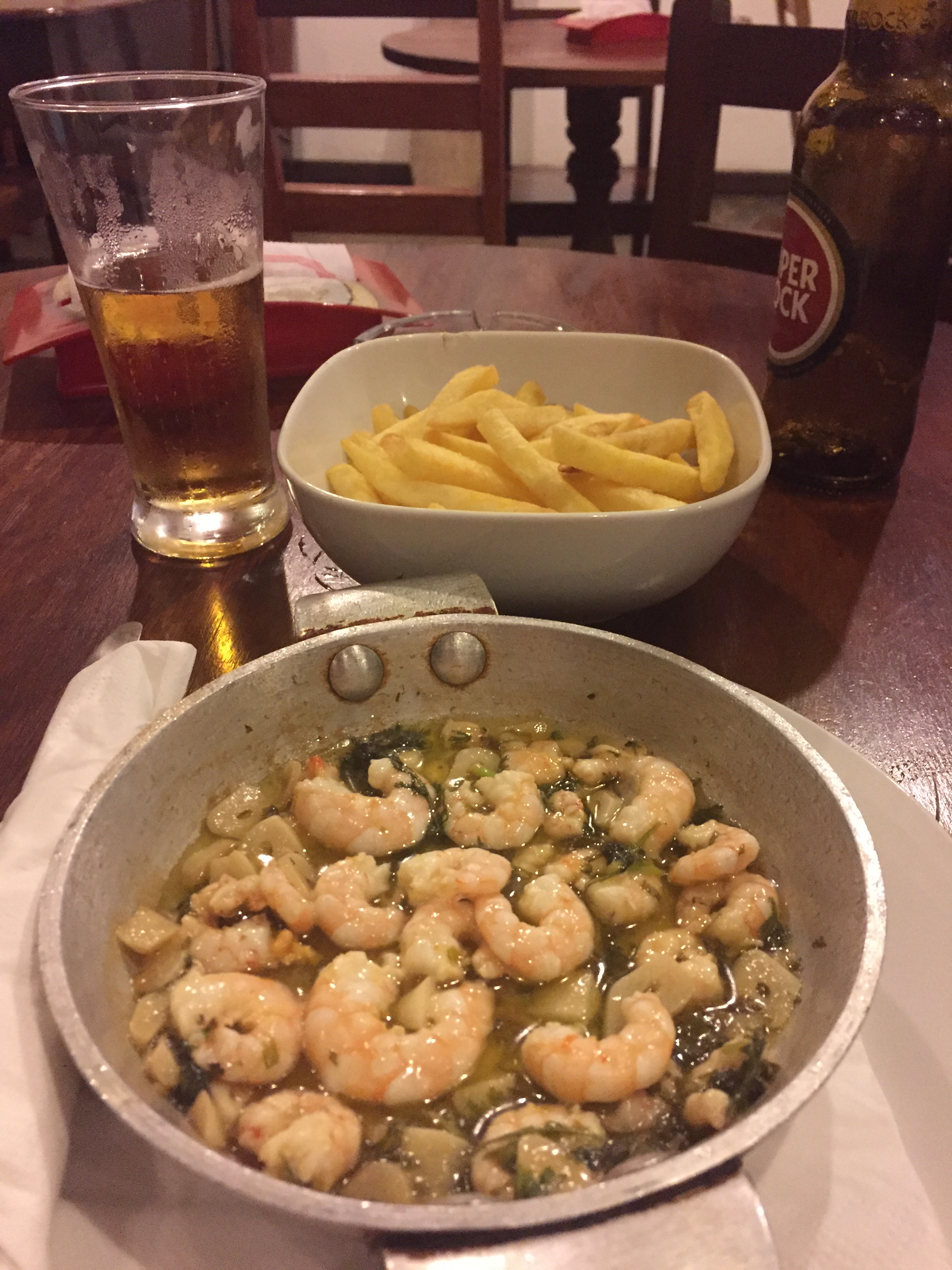
Camarão servido num hotel, São Tomé
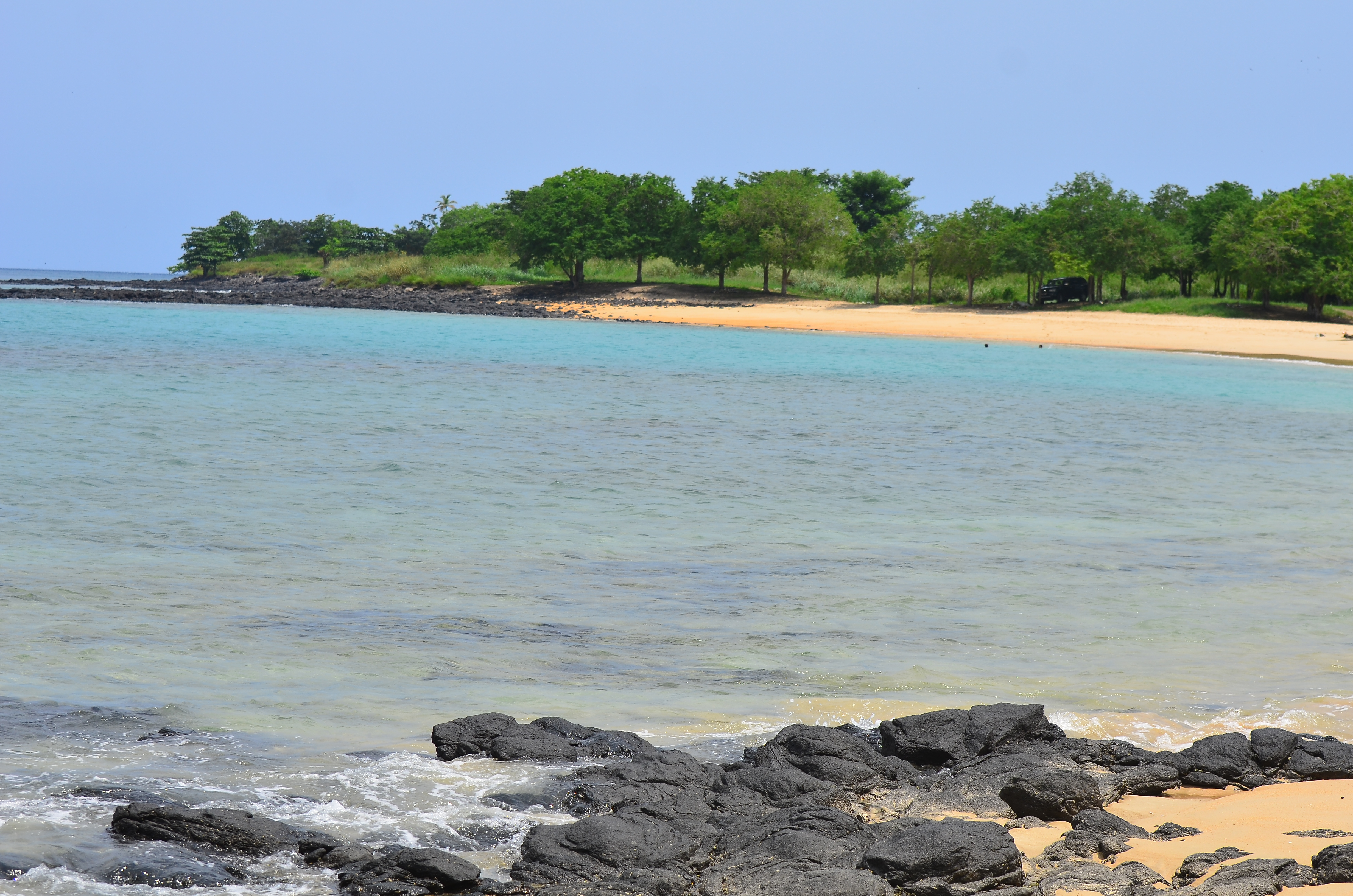
Guadalupe, São Tomé
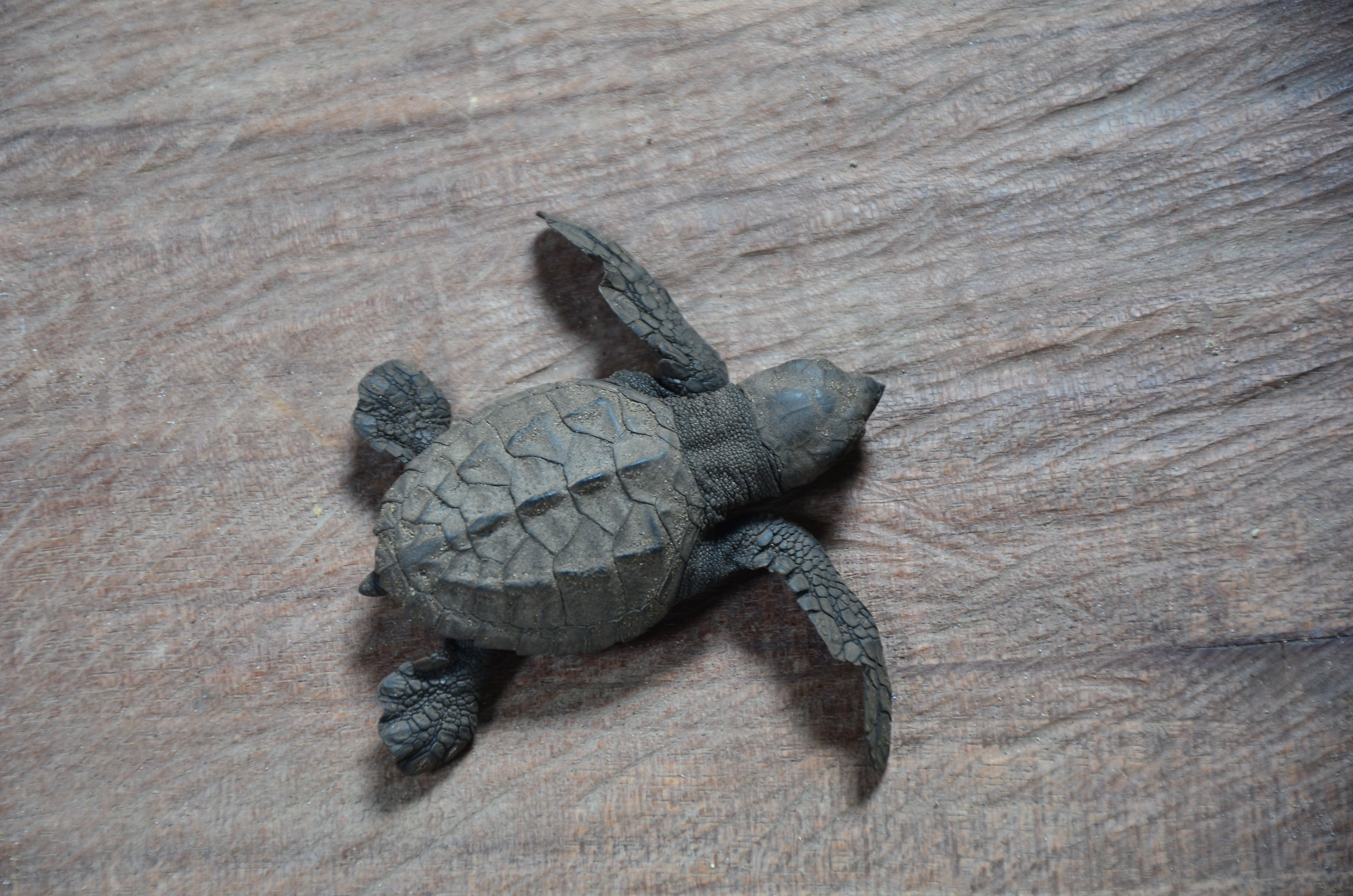
Tartaruga-marinha em São Tomé
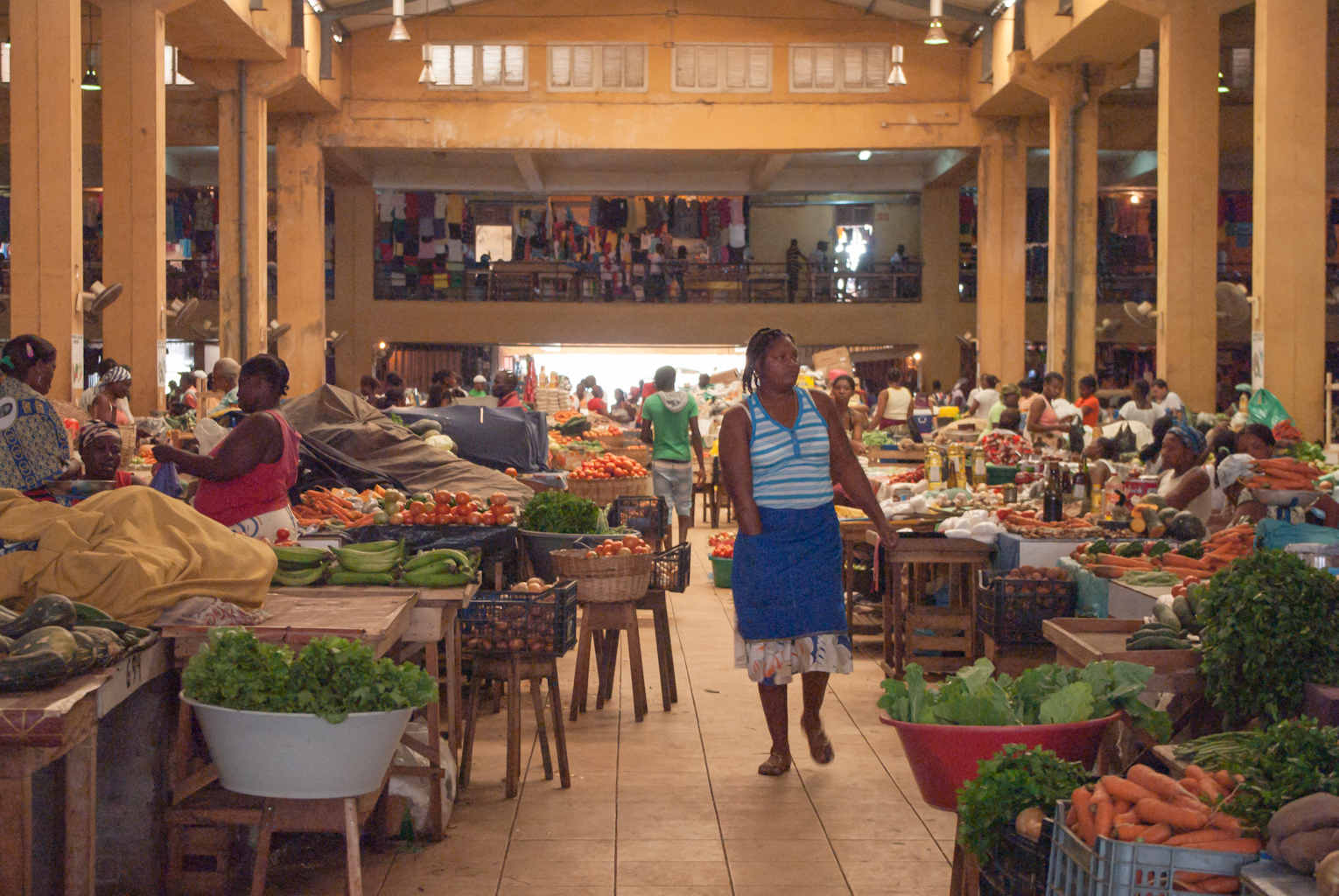
Mercado municipal de São Tomé